# Volkswagen Atlas
Volkswagen Atlas – samochód osobowy typu SUV klasy wyższej produkowany pod niemiecką marką Volkswagen od 2016 roku.

## Historia i opis modelu

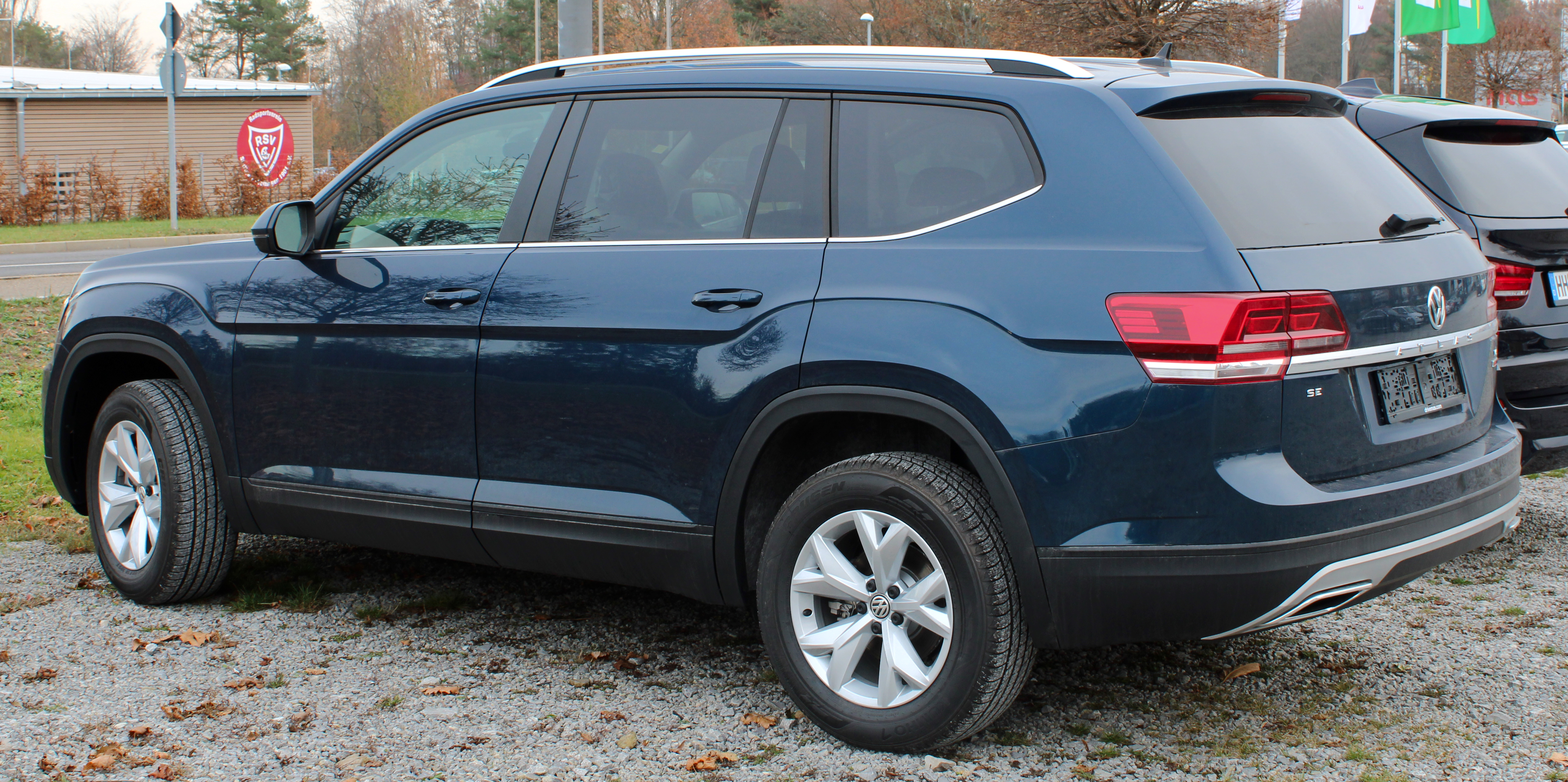
Volkswagen Atlas - tył

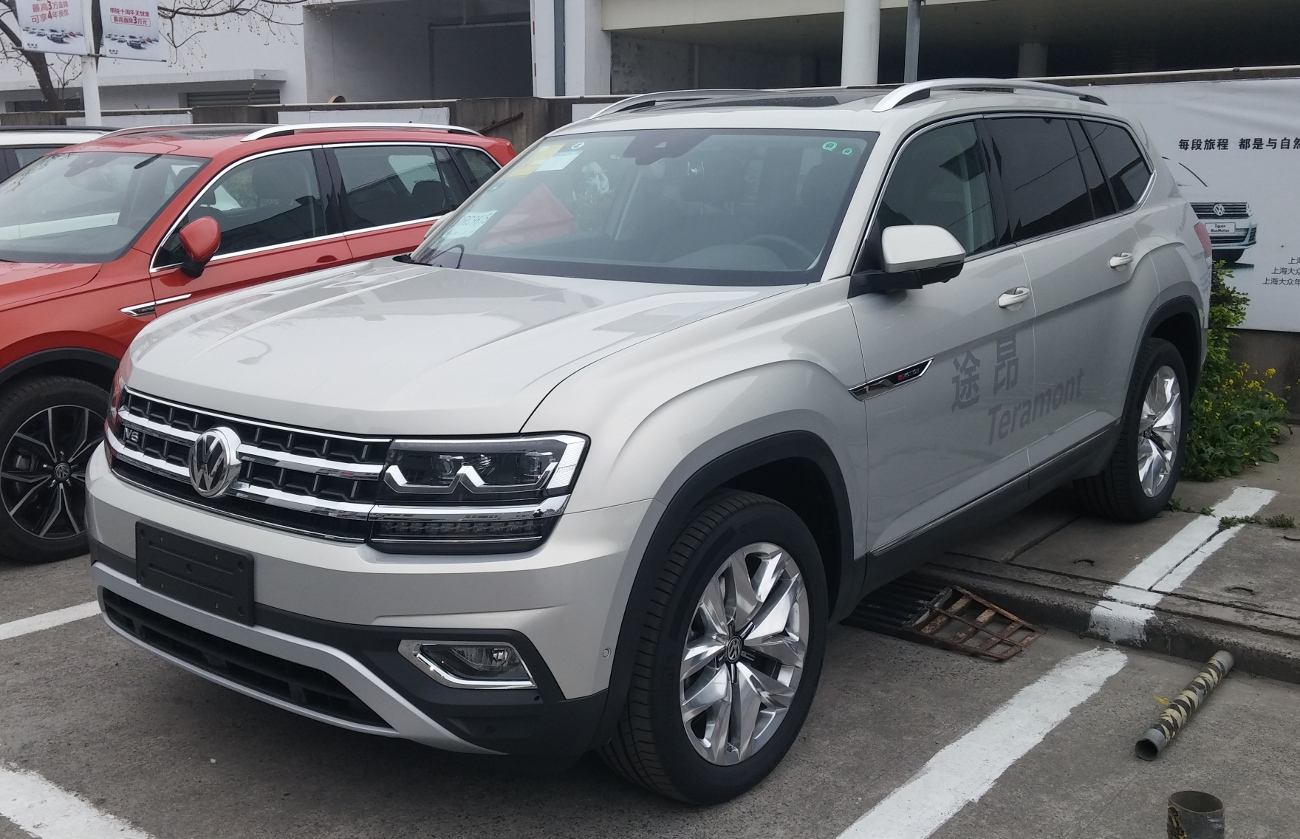
chiński Volkswagen Teramont

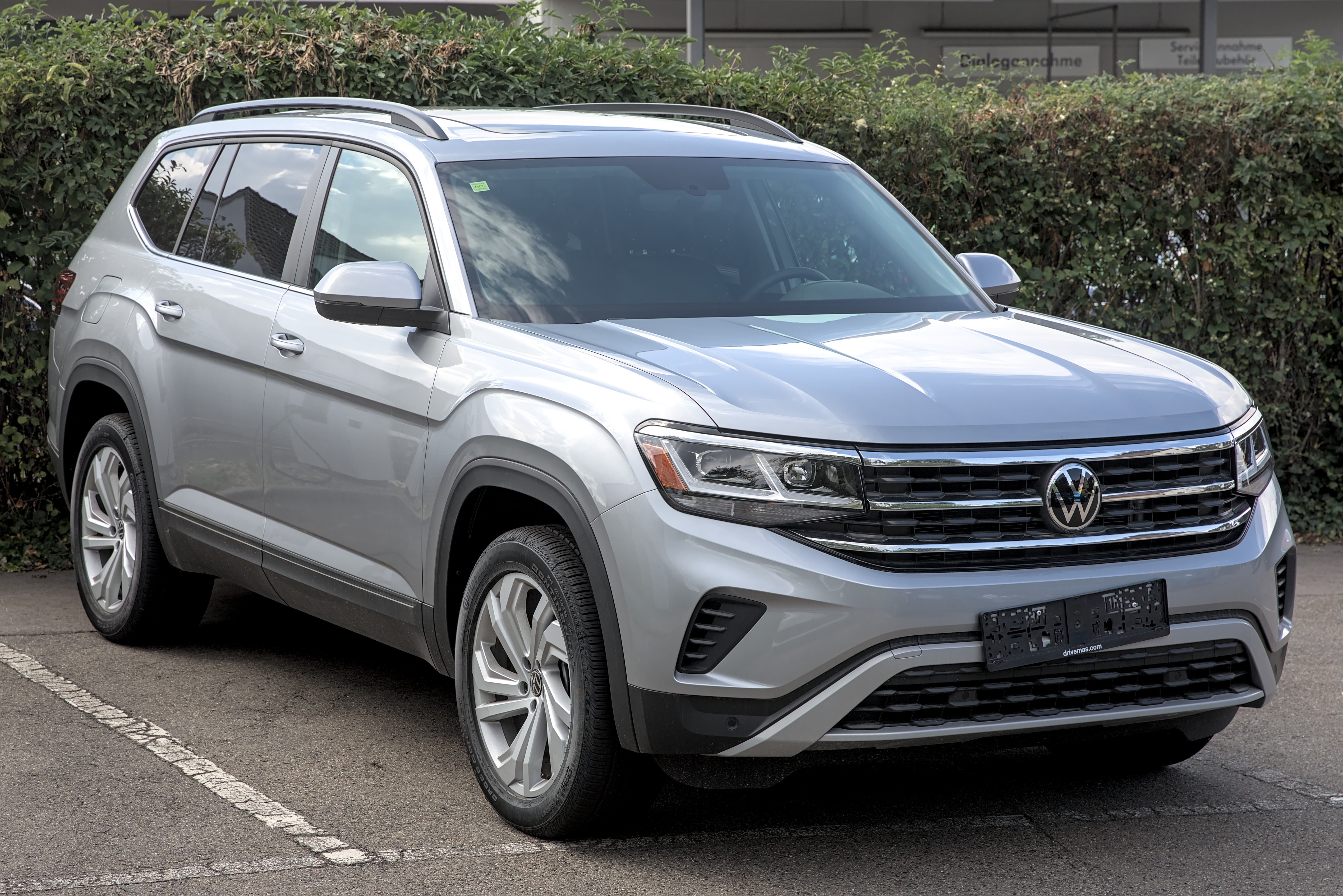
Volkswagen Atlas po pierwszym liftingu

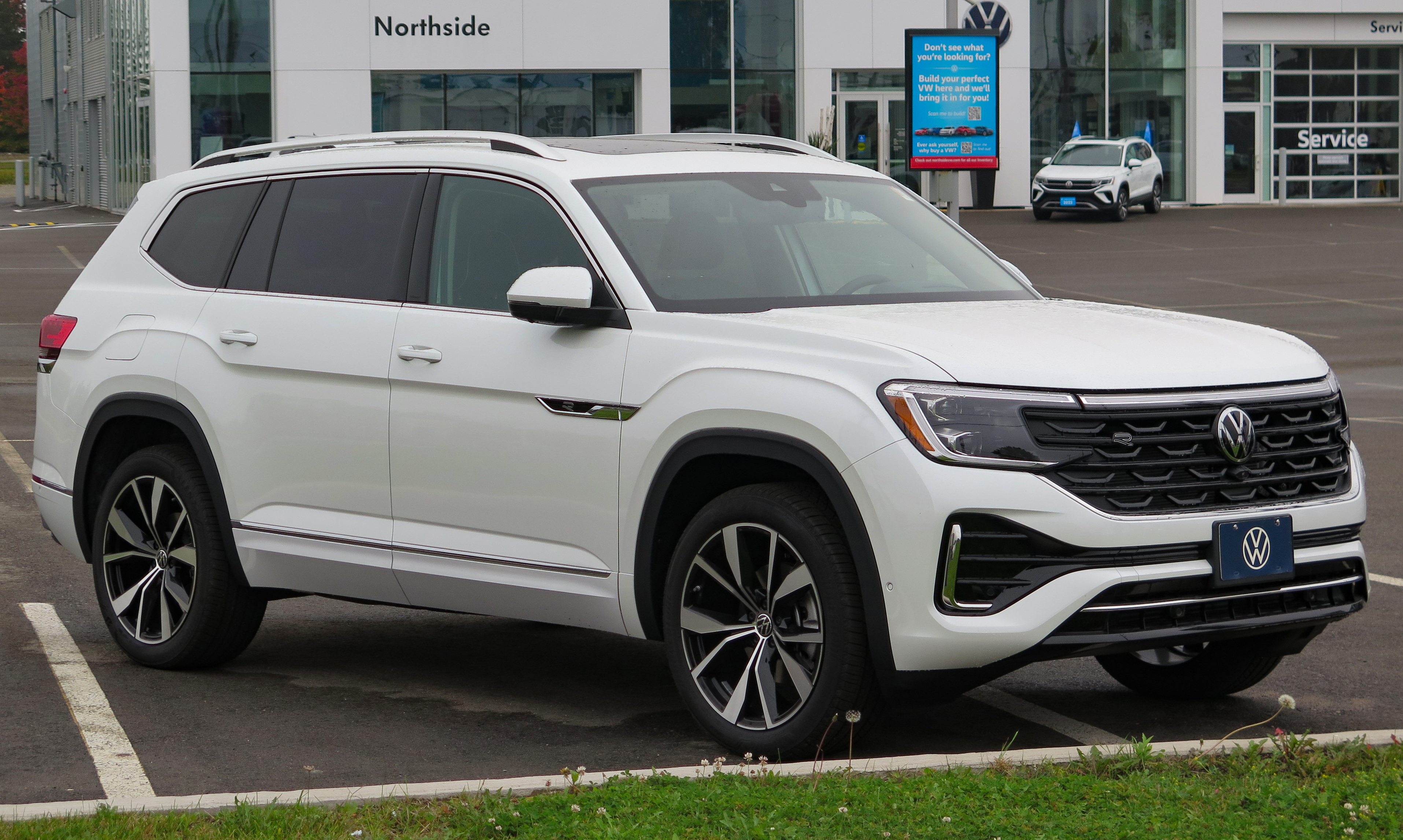
Volkswagen Atlas po drugim liftingu

Samochód został po raz pierwszy oficjalnie zaprezentowany w 2013 roku jako koncept pod nazwą CrossBlue. Oficjalna prezentacja produkcyjnej wersji pojazdu miała miejsce podczas targów motoryzacyjnych w Los Angeles w 2016 roku. Auto zbudowane zostało na bazie modułowej płyty podłogowej MQB. Stylistycznie pojazd nawiązuje do innych modeli marki. Pas przedni pojazdu jest prawie identyczny jak w Tiguanie II oraz w Amaroku jednak nawiązuje on także do innych modeli oferowanych na rynku amerykańskim. Przednie światła rozdzielone poziomo inspirowane były różnymi modelami Chevroleta - np. Tahoe.
Oprócz rynku Ameryki Północnej, gdzie Atlas zadebiutował w pierwszej kolejności, pod koniec 2016 roku największy SUV marki w trafił także do sprzedaży w Chinach, gdzie jest lokalnie wytwarzany w fabryce Volkswagena w Ningbo. W 2018 z kolei producent wprowadził dużego SUV-a także do oferty w Rosji. Dla obu wspomnianych państw marka przewidziała inną nazwę - Volkswagen Teramont.

### Modernizacje
W 2020 roku Atlas przeszedł pierwszy lifting na rok modelowy 2021. Zmiany objęły nowy przód oparty na Atlas Cross Sport, przeprojektowano również koła, nowe tylne światła i nową kierownicę. 
W 2023 roku samochód przeszedł drugą, bardzo głęboką modernizację. Przemodelowaniu uległy reflektory, zderzak oraz grill. Ponadto pojawiła się listwa LED wzorem innych modeli marki. 

### Silniki
Podstawową benzynową jednostką napędową pojazdu będzie turbodoładowany czterocylindrowy silnik o pojemności 2 l oraz mocy 238 KM (175 kW). Drugą jednostką napędową jest silnik wykonany w układzie V6 o pojemności 3.6 l i mocy 280 KM (206 kW). Moc obu silników przekazywana będzie standardowo na przednią oś pojazdu w przypadku wersji czterocylindrowej oraz na obie osie pojazdu w przypadku wersji V6 za pomocą 8-biegowej automatycznej skrzyni biegów.

### Wyposażenie
Standardowe wyposażenie pojazdu obejmuje m.in. system ABS i ESP, elektryczne sterowanie szyb, elektryczne sterowanie lusterek, reflektory przednie oraz światła do jazdy dziennej wykonane w technologii LED, adaptacyjny tempomat, system awaryjnego hamowania oraz system monitorowania martwego pola i asystenta pasa ruchu.
Opcjonalnie pojazd doposażyć można m.in. w cyfrowy zestaw wskaźników, internetowe usługi Volkswagen Car-Net, a także 12-głośnikowy system audio marki Fender o mocy 480 W.